# Enah Johnscott
Enah Johnscott, de son nom complet Enah John Scott Akwuondoghoh, né le 24 mars 1982 à Wum, est un réalisateur et producteur camerounais.

## Carrière
Le premier film réalisé par Enah Johnscott est Triangle of tears sorti en 2011. Une de ses œuvres est nommée par la compétition de la liste des films du Festival panafricain du cinéma et de la télévision de Ouagadougou (FESPACO) en 2017 au Burkina Faso pour la série télévisée Samba. En 2015, il remporte le prix du meilleur réalisateur pour le film Rose on the Grave par Eleganzza Entertainment Awards au Cameroun. Son travail est nommé pour la 8e édition des Écrans noirs en 2014 pour des films tels que My Gallery et Viri. Parmi les films réalisés par Enah Johnscott figurent Triangle of tears, Decoded, Whispers, The African Guest, The Fisherman's Diary et Half Heaven. Il réalise également les séries télévisées Samba et Apple For Two,,,. 
Enah Johnscott gagne une audience internationale pour son film My Gallery, sorti en 2013 mettant en scène l'acteur John Dumelo. The Fisherman's Diary est sélectionné comme entrée camerounaise pour le meilleur long métrage international lors de la 93e cérémonie des Oscars.